# Cybocephalus aleyrodiphagus
Cybocephalus aleyrodiphagus là một loài bọ cánh cứng trong họ Cybocephalidae. Loài này được Kirejtshuk, James & Heffer miêu tả khoa học năm 1997.